# Castelo de Monsaraz
O Castelo de Monsaraz, no Alentejo, localiza-se na freguesia de Monsaraz, município de Reguengos de Monsaraz, distrito de Évora, em Portugal.
Vizinho ao rio Guadiana e ao moderno espelho d'água da Barragem de Alqueva, ergue-se sobre o monte Monsaraz, dominando a vila medieval e a fronteira com a Espanha. A sua arquitectura militar mescla elementos medievais e seiscentistas.
As fortificações e todo o conjunto intramuros da vila de Monsaraz encontram-se classificados como Monumento Nacional por Decreto publicado em 2 de Janeiro de 1946.

## História

### Antecedentes
Em região eivada de monumentos megalíticos, acredita-se que a primitiva ocupação humana deste local remonte a um castro pré-histórico, sucessivamente ocupado por Romanos, Visigodos e Muçulmanos, que obtinham a sua subsistência das atividades ligadas à economia agro-pastoril. O topónimo está ligado a este último domínio, uma vez que, em português, a palavra xarez (ou xerez) deriva do árabe saris (ou sharish), designando a vegetação de estevas (xaras), então abundante às margens do rio Guadiana. O topônimo Monsaraz, desse modo, evoluiu de monte Xarez (ou Xaraz).

### O castelo medieval
À época da Reconquista cristã da Península Ibérica, a povoação foi inicialmente conquistada pelas forças sob o comando do lendário Geraldo Sem Pavor (1167). Após a derrota de D. Afonso Henriques (1112-1185) em Badajoz (1169) foi recuperada pelo Califado Almóada sob o comando de Abu Iacube Iúçufe I (r. 1163–1184) (1173),  para ser definitivamente conquistada por D. Sancho II (1223-1248), com o auxílio da Ordem dos Templários, em 1232, a quem fez a doação destes domínios. Desta época ficou-nos a lembrança do cavaleiro templário Gomes Martins Silvestre, povoador de Monsaraz, cujo túmulo se encontra atualmente na Igreja Matriz de Santa Maria da Lagoa.
D. Afonso III (1248-1279), visando incrementar o seu povoamento e defesa, concedeu-lhe Carta de Foral em 1276. Neste período, a ação de povoamento de Monsaraz está ligada à figura do cavaleiro Martim Anes Zagallo, que se acredita tenha exercido a função de alcaide da povoação e seu castelo, tendo iniciado as obras da nova alcáçova, época em que se iniciaram ainda a primitiva Igreja Matriz de Santa Maria da Lagoa e outros edifícios.

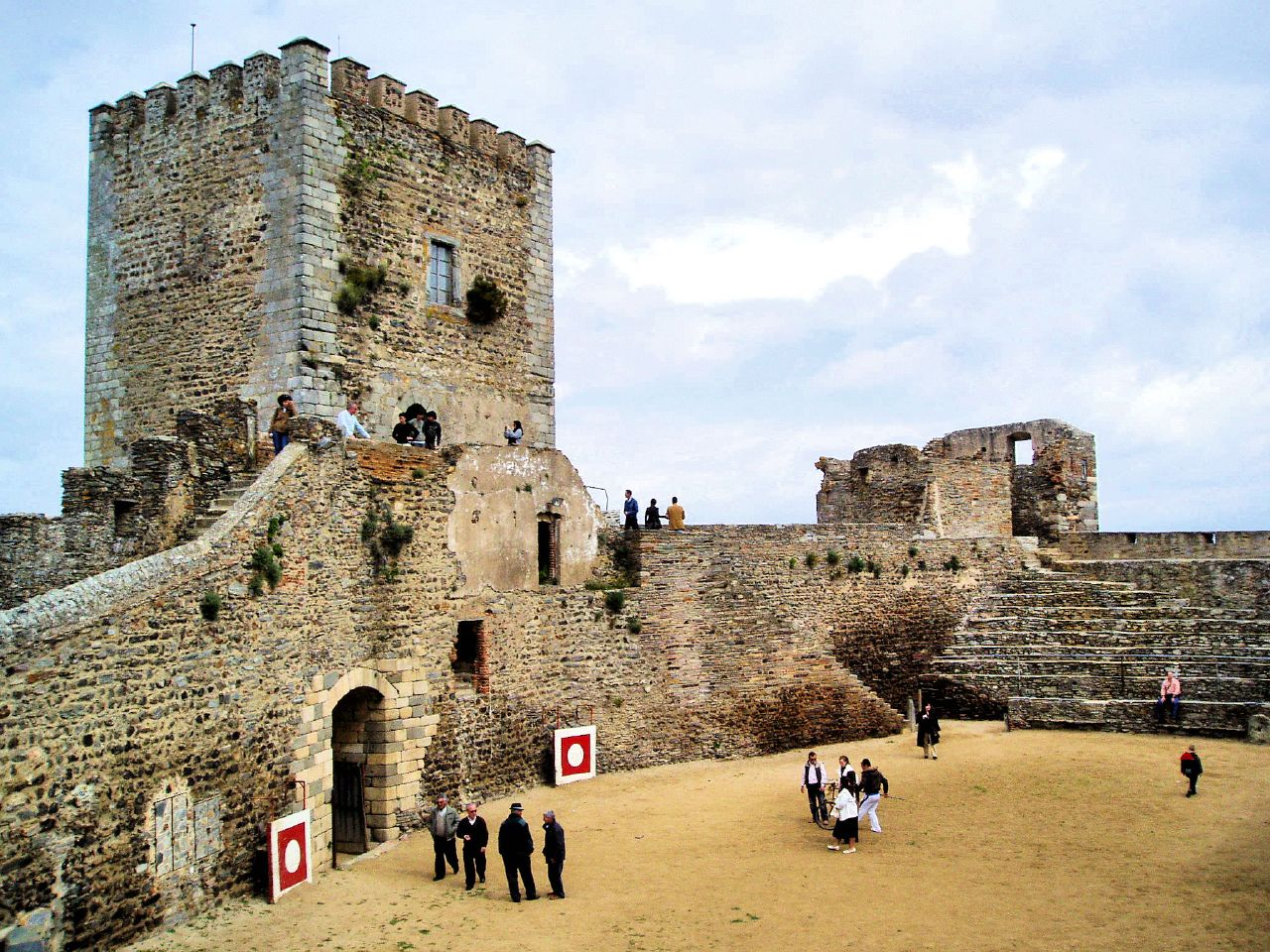
Castelo de Monsaraz.

Com a extinção da Ordem em Portugal, tendo o seu património passado para a Ordem de Cristo (1319), Monsaraz é erigida em Comenda da nova Ordem, na dependência de Castro Marim. É nesta fase, sob o reinado de D. Dinis (1279-1325), que se inicia reconstrução da Torre de Menagem (1310) e a ampliação da cerca da vila, estruturas que, com alterações, chegaram aos nossos dias.
No contexto da crise de 1383-1385, a povoação e seu castelo foram atacadas por arqueiros ingleses sob o comando do conde de Cambridge, supostamente aliados de Portugal, vindo a cair, no começo do Verão de 1385, sob o domínio do rei de Castela, quando este invadiu o Alentejo. Abandonados pelas tropas castelhanas em marcha, foram recuperados pelas forças leais a D. João I (1385-1433), sob o comando do Condestável D. Nuno Álvares Pereira, antes da batalha de Aljubarrota. Em 1412, por doação do Condestável a seu neto D. Fernando, Monsaraz passou a integrar os domínios da Casa de Bragança.
Sob o reinado de D. Manuel I (1495-1521), a povoação e seu castelo encontram-se figurados por Duarte de Armas (Livro das Fortalezas, c. 1509). Em 1512, o soberano outorgou o Foral Novo à vila.

### Da Guerra da Restauração aos nossos dias
No contexto da Guerra da Restauração da independência portuguesa, devido à proximidade com o rio Guadiana e a fronteira da Espanha, o Conselho de Guerra de D. João IV (1640-1656) determinou a modernização das suas defesas, envolvendo a vila com muralhas adaptados aos tiros da artilharia da época, recebendo traços abaluartados ao estilo Vauban, com projeto de Nicolau de Langres e Jean Gillot: o Forte de São Bento de Monsaraz.
No século XIX, perdida a importância económica e estratégica, a sede do Concelho passou para a vila de Reguengos de Monsaraz, na planície (1840). A partir de então, a fortificação ficou votada ao abandono, o que causou a ruína de diversos de seus elementos.
Uma chave do castelo, oferecida pela Junta de Freguesia de Monsaraz a Mário Soares quando de visita durante a Presidência Aberta em Beja, entre 26 de Outubro e 7 de Novembro de 1987, encontra-se no acervo da Fundação Mário Soares.

## Características

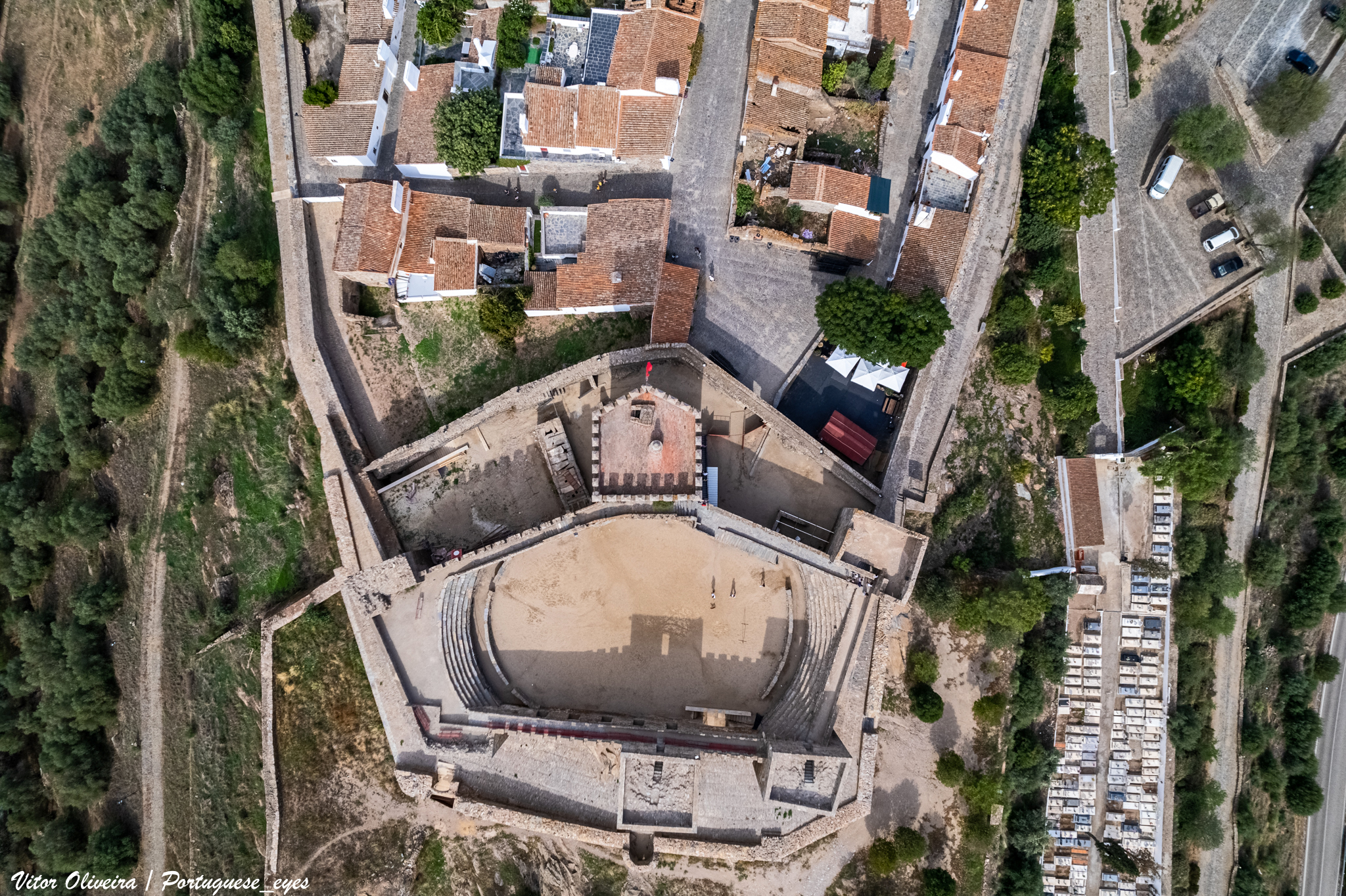
Castelo de Monsaraz, vista aérea.

O castelo em cota mais elevada, apresenta planta quadrangular, com muralha em pedra de xisto e cal reforçada por torres, delimitando a praça de armas, onde se erguem as edificações da alcáçova e a torre de menagem.
O acesso ao interior muralhado é feito através de quatro portas em cantaria de granito:
- a Porta da Vila, em arco ogival, protegida por dois cubelos semi-cilíndricos, um dos quais coroado pelo campanil caiado do relógio, comunica a Rua Direita com os arrabaldes. Possui um teto nervurado e, no cimo da cúpula, um sino fundido pelos estrangeiros Diogo de Abalde e Domingos de Lastra, com data de 1692. Sobre o arco ogival da porta, uma lápide de mármore comemora a consagração do reino de Portugal à Imaculada Conceição (à época da Restauração da Independência), e, no dorso da ombreira, vislumbram-se a vara e o côvado, medidas usadas na época medieval.
- a Porta de Évora, em arco ogival;
- a Porta da Cisterna ou Porta do Buraco, em arco pleno;
- a Porta da Alcoba, em arco pleno.

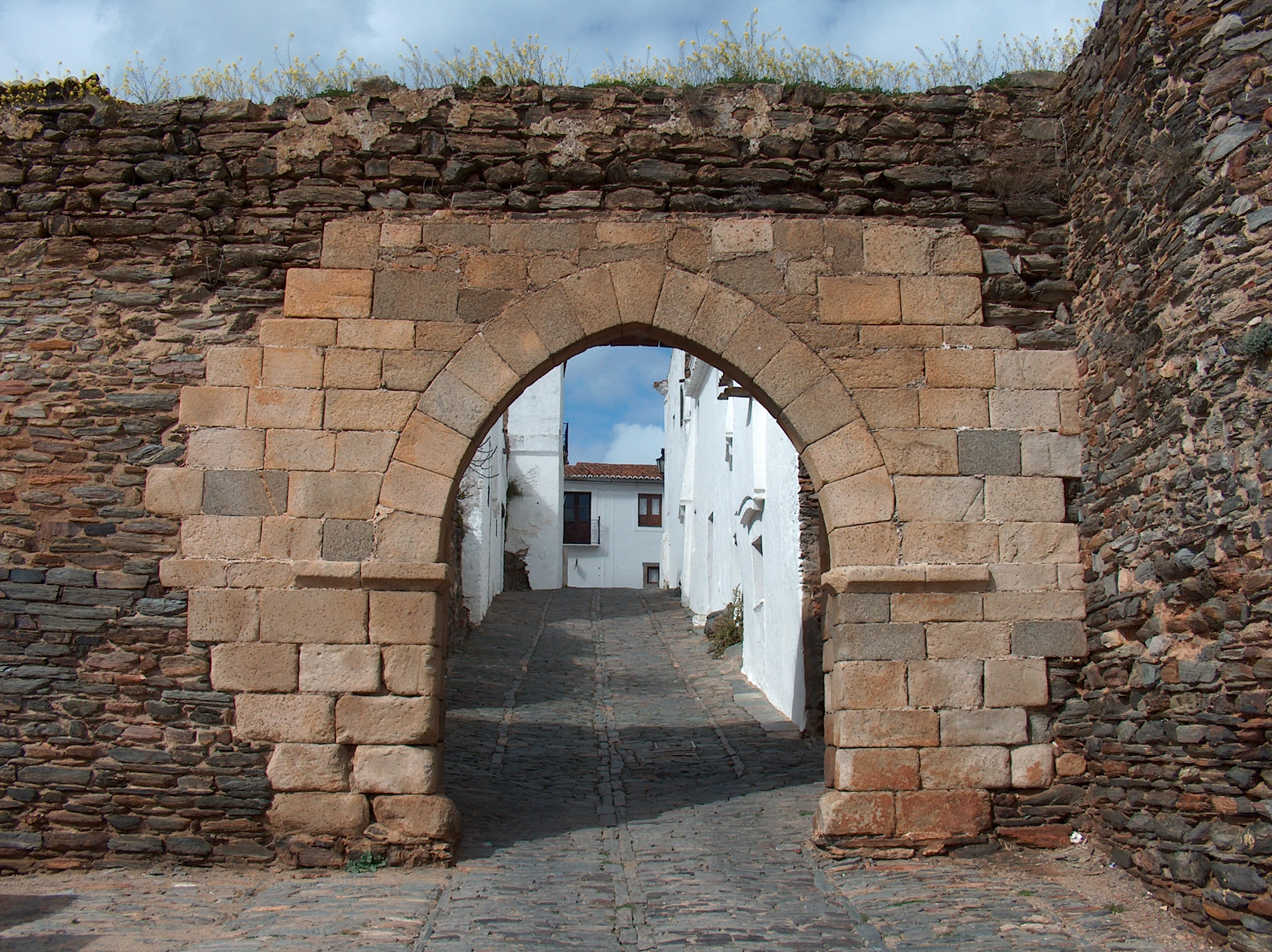
Porta na muralha.

Toda a cerca , de planta ovalada, assenta no uso mesclado do xisto, abundante na região, granito, argamassa de barro vermelho e cal.
Embora a planta do Forte de São Bento tivesse sido desenhada em forma estrelada, a morfologia do terreno onde se implanta levou a algumas alterações da planimetria. O forte apresenta três baluartes, parapeito e uma cortina artificial que se estendiae em torno da vila, estando integrada no pano de muralhas a Ermida de São Bento de Monsaraz.